# Gmina Bajina Bašta
Gmina Bajina Bašta (serb. Opština Bajina Bašta / Општина Бајина Башта) – gmina w Serbii, w okręgu zlatiborskim. W 2018 roku liczyła 24 345 mieszkańców.